# Denni Patschinsky
Denni Patschinsky (født 26. august 1983) er en dansk/tysk fodboldspiller der senest spillede for Boldklubben Søllerød-Vedbæk i den danske 2. division. Hans far er fra Tyskland og hans mor fra Danmark.
Han har aldrig optrådt for et dansk landshold, men har derimod optrådt 7 gange for tyske ungdomslandshold. Det skyldtes at Patschinsky ikke kunne bruges som angriber i ungdomsårene, da træneren for de jyske regionshold mente han havde bedre angribere. 
Men legenden Uli Stielike kunne i 2003 godt bruge den unge dansker på det tyske U-20 landshold.
Patachinsky har opnået 8 kampe i den bedste danske række. Disse for Viborg FF.
Han havde kontrakt med den danske klub Skive IK fra 2006 til 2009, hvorefter han forlod klubben da han havde ambitioner om at spille på et højere plan. Efter bruddet med Skive trænede han hos Thisted FC for at holde formen. Han begyndte at opsøge klubber på Sjælland på grund af hans kæreste boede der, og han endte med at skrive kontrakt med Hvidovre IF fra 1. division. Herefter spillede han en periode i Vanløse, hvor han blev topscorer med 10 mål. I sommerpausen 2011 skiftede han så til Brønshøj. Han spillede i Brønshøj et halvt år inden turen gik til BSV, hvor han spillede et halvt år frem til sommeren 2012.